# Gare de Granville
Gare de Granville vasútállomás Franciaországban, Granville településen.

## Vasútvonalak
Az állomást az alábbi vasútvonalak érintik:
- Argentan–Granville-vasútvonal

## Kapcsolódó állomások
A vasútállomáshoz az alábbi állomások vannak a legközelebb:
- Gare de Folligny